# James Victor
James Victor (Santiago de los Caballeros, 27 juli 1939 – Los Angeles, 20 juni 2016) was een acteur uit de Dominicaanse Republiek.

## Biografie
Victor acteerde al sinds de jaren '60. Hij had vooral kleine rollen in televisieseries. In 1990 kreeg hij een van de hoofdrollen in Zorro als sergeant Jaime Mendoza, waarin hij in 88 afleveringen verscheen.
Victor overleed in 2016 op 76-jarige leeftijd.
- International Standard Name Identifier: 0000 0000 0100 3669
- Library of Congress Control Number: no2012069097
- Virtual International Authority File: 49435689
- WorldCat: E39PBJqFPvhDhPgGwckDpHvWDq